# Helicopsyche electra
Helicopsyche electra là một loài Trichoptera hóa thạch trong họ Helicopsychidae.